# Radio (canción de Robbie Williams)
«Radio» es una canción del artista británico de pop, Robbie Williams. Fue el primer sencillo de sus éxitos de compilación Greatest Hits, lanzado en 2004.

## Video musical
El video incluye a porristas enmascaradas tatuadas que hacen volteretas, Williams se lo puede ver de traje blanco que en la mitad del vídeo se desprende una serpiente de sus pantalones, y los ojos de Williams transformándose en ojos de lagarto.

## Lista de canciones
UK CD1
1. «Radio» - 3:52
2. «Radio» [Maloney Mix] - 5:41

UK CD2
1. «Radio» - 3:52
2. «Northern Town» - 4:02
3. «Radio» [Sam La More Jumpin' Radio Mix] - 4:47
4. Gallery & Video Clips

UK DVD Single
1. «Radio» [Video] - 3:52
2. «1974» [Audio] - 4:19
3. «Radio» [Massey Mix] - 6:33
4. Gallery & Video Clips

12" Maxi
1. «Radio» (Maloney Mix)	- 5:41
2. «Radio» (Sam La More Jumpin' Radio Mix) - 4:47
3. «Radio» (Sam La More Thumpin' Club Dub) - 5:50
4. «Radio» (Masseymix) - 6:28

## Posiciones
| Listas (2004)                    | Posición |
| -------------------------------- | -------- |
| Danish Singles Chart             | 1        |
| UK Singles Chart                 | 1        |
| Italian Singles Chart            | 2        |
| Austrian Singles Chart           | 3        |
| Norwegian Singles Chart          | 8        |
| Dutch Singles Chart              | 9        |
| Australian Singles Chart         | 12       |
| Swiss Singles Chart              | 14       |
| Finnish Singles Chart            | 16       |
| Swedish Singles Chart            | 22       |
| Belgian (Flanders) Singles Chart | 28       |
| Belgian (Wallonia) Singles Chart | 33       |
| French Singles Chart             | 48       |

## Certificaciones y ventas
| País        | Certificación (si hay) | Ventas estimadas |
| ----------- | ---------------------- | ---------------- |
| Australia   | Oro                    | 35 000+          |
| Reino Unido | -                      | 100 000+         |
| Mundo       | -                      | 170 000+         |